# L-Asparaginasa
La L-asparaginasa (L-ASPAL), cuyo número EC es 3.5.1.1., es una enzima que tiene aplicación en la terapéutica hematológica y antineoplásica y que posee la capacidad de inhibir la activación de la asparagina por medio de una catalización hidrolítica. Bioquímicamente, es una L-asparagina amidohidrolasa.

## Origen
La L-asparaginasa fue extraída primero por medio de la manipulación de la cepa HAP de la bacteria Escherichia coli por el laboratorio Kyowa Hakko Kogyo con sede en Tokio, Japón; posteriormente se extrajo de la bacteria Erwinia chrysanthemi (Erwinia carotovora). 

## Descripción
La L-asparaginasa para uso farmacológico es una colección de cristales en forma de espículas o columnas, simples y monocíclicos que químicamente están constituidos por una proteína compuesta de 326 aminoácidos. Las enzimas extraídas de E. coli y E. chrysanthemi son activas en forma de homotetrámeros, cada tetrámero consistente en dos dímeros que contienen dos sitios activos.

## Acción farmacológica y mecanismo de acción
El fármaco es utilizado en oncología para tratar la leucemia linfoblástica aguda y el linfoma no Hodgkin. Es una enzima que causa hidrólisis de la asparagina para formar ácido aspártico y amoníaco lo que disminuye los niveles de asparagina circulante. En virtud de que ciertos tipos de células tumorales utilizan la asparagina como nutriente esencial y la L-asparaginasa evita que se forme este aminoácido se induce la inhibición del crecimiento de los tumores por desnutrición. Se ha observado que la L-asparaginasa actúa como agonista plaquetario in vitro y podría conducir a un estado de reactividad plaquetaria incrementada. Actúa como agregante plaquetario en la leucemia linfoblástica aguda infantil. El fármaco en forma inyectable puede ser combinado con otros medicamentos antileucémicos para inducir a una acción sinérgica en los esquemas de tratamientos antineoplásicos. La L-asparaginasa derivada de cultivos de E. coli posee de un 2% al 10% de actividad de glutaminasa.

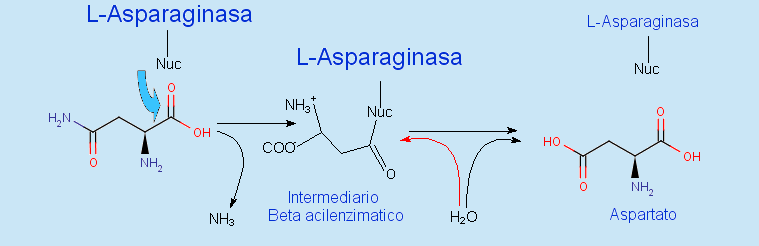
Reacción de la L-Asparaginasa para formar Aspartato por intermedio de una beta-acilenzima.

### Farmacocinética
Tras la administración parenteral consecutiva de la L-asparaginasa, los niveles sanguíneos se incrementan progresivamente y el nivel en tejidos es alto. Se ha detectado una pequeña porción en pulmones, hígado, riñón y corazón. El fármaco no se detecta por orina y actúa primordialmente en sangre y linfa.

## Indicaciones
- Linfoma no Hodgkin
- Leucemia aguda linfoblástica

## Precauciones y advertencias especiales
Los especialistas en oncología deben detectar que los pacientes prospectos para la terapia con L-asparaginasa no padezcan de pancreatitis o hayan tenido antecedentes de este padecimiento porque se han observado hemorragias debidas a pancreatitis aguda tras la administración del fármaco. Las personas que tienen adicción al alcohol deben evitar el fármaco. Si al administrar el fármaco se nota una aparición de choque, confusión, hipersensibilidad al fármaco, convulsiones, debe suspenderse la administración de la droga.

### Toxicología
Los estudios de fertilidad en animales ha comprobado que la L-asparaginasa es teratogénica. Existen datos que el medicamento puede producir perturbaciones en el cerebro y son potencialmente letales. 

## Efectos adversos
- Hiperamonemia, hígado graso, aumento de la fosfatasa alcalina.
- Necrosis de los islotes de Langerhans en el páncreas.
- Proteinuria, edema.
- Disminución del nivel sanguíneo de fibrinógeno.
- Hipersensibilidad al fármaco
- Exantema, urticaria.
- Puede aparecer somnolencia que requiere la suspensión de la administración del medicamento.
- Pueden aparecer náuseas, vómito, cefalea, malestar general.
- Tras la inyección puede aparecer una febrícula que desaparece espontáneamente al poco rato.

## Presentación farmacéutica
El frasco con polvo contiene L-asparaginasa 10,000 U.I.[cita requerida]

## Prohibición en México
El lote 22JLA01 de L-ASPAL 10000 U.I., fabricado SP Accure Lbas Pvt. Ltd., laboratorio de la India, e importado y distribuido en México por Laboratorios Vanquish, S.A. de C.V., y Laboratorio Farmacéutico Médica, S.A. de C.V., fue prohibido en este último país por la Comisión Federal para la Protección contra Riesgos Sanitarios (Cofepris), debido a que se encontraron irregularidades que no se especificaron.